# Braueriana fiorino
Braueriana fiorino är en fjärilsart som beskrevs av Felix Bryk 1913. Braueriana fiorino ingår i släktet Braueriana och familjen mätare. Inga underarter finns listade i Catalogue of Life.